# Imlil
Ne doit pas être confondu avec Imlil dans la région Béni Mellal-Khénifra.
Ne doit pas être confondu avec Imlili.
Imlil (en tamazight : ⵉⵎⵍⵉⵍ) est un village faisant partie de la commune rurale de la Province d'Al Haouz, dans la région Marrakech-Safi, au Maroc.

## Géographie
Le village d'Imlil, dont le code géographique est 05.081.15.11. et le code postal 22003, est située dans le Haut Atlas à 1 740 m d'altitude aux portes du parc national de Toubkal. C'est le point de départ pour l'ascension du mont Toubkal, dont le sommet est le plus haut du Maroc et de l'Afrique du Nord.  On peut y accéder depuis Marrakech (64 km) via Asni et depuis Taroudant par le col du Tizi-n-Test.

## Toponymie
En arabe, le nom d'Imlil est امليل. Le village homonyme de la commune est parfois surnommé « Petite Chamonix ».

## Étymologie
En berbère, le terme « imlil » désigne une montagne enneigée, le village doit son nom au Djebel Toubkal, se situant à proximité.

## Histoire
Le 17 août 1995, le village essuie une terrible inondation liée à de fortes intempéries (pluie de 70 millimètres en  2 heures et demi à peine), dans laquelle 150 personnes (dont 20 à 60 touristes) y laissent la vie. En 2000, le village ne s'était toujours pas remis des dégâts économiques causés par ce cataclysme. 
En décembre 2018, deux jeunes femmes — une Danoise et une Norvégienne — sont assassinées près du village d'Imlil par des partisans de l'État islamique,. L'ONG l'Observatoire national de lutte contre la corruption et pour la protection des deniers publics propose alors de rebaptiser le site touristique avec les prénoms des deux victimes “Louisa et Maren”.

## Politique et administration

### Rattachement administratif
Le village est rattaché à la commune d'Asni, province d'Al Haouz.

## Boujloud
L'homme à la toison, Bilmawn en berbère (chleuh), Boujloud en arabe,, est le nom d'un personnage carnavalesque, qui revêt la dépouille de la bête sacrifiée (lors de la fête musulmane du Sacrifice), et durant deux jours participe d'un rite archaïque, encore vivace dans cette partie du Haut-Atlas. L'anthropologue Abdellah Hammoudi l'étudie dans son La Victime et ses masques (1988),,.